# Domingo Gundisalvo
Domingo Gundissalvo (1115-1190) foi um importante filósofo e tradutor toledano do século XII. De provável formação francesa, Gundissalvo foi arcediago de Cuéllar, mas desenvolveu sua atividade filosófica em Toledo, pelo menos a partir de 1162. Em Toledo, primeiro sob o comando do arcebispo Juan de Castelmoron e depois sob Cerebruno , Gundissalvo traduziu mais de vinte obras filosóficas do árabe ao latim, no mesmo período em que Gerardo de Cremona atuava em Toledo. Além do trabalho de tradução, Gundissalvo também foi um filósofo afiado e prolífico, tendo escrito cinco tratados nos quais recolhe, de forma crítica, os principais resultados do pensamento árabe e hebraico, e, particularmente, Avicena, Al-Farabi e Ibn Gabirol, os incluindo na tradição filosófica latina. Gundissalvo é o primeiro filósofo latino a abordar algumas das doutrinas mais problemáticas para os estudos em latim no século XIII, como a doutrina da hilemorfismo universal e a doutrina de um intelecto agente.